# Abdelaziz Ben Ammar
Abdelaziz Ben Ammar (in arabo عبد العزيز بن عمار‎?; 6 luglio 1992) è un judoka tunisino.

## Palmarès
- Campionati africani

Maputo 2013: argento nei -81kg;
Port Louis 2014: bronzo nei -81kg;
Libreville 2015: oro nei -81kg;
Tunisi 2016: bronzo nei -81kg;
Antananarivo 2017: argento nei -81kg;
Tunisi 2018: bronzo nei -81kg.
- Giochi africani

Brazzaville 2015: bronzo nei -81kg.